# IV Giochi dell'Impero Britannico
I IV Giochi dell'Impero Britannico si tennero a Auckland (Nuova Zelanda) tra il 4 e l'11 febbraio 1950. Vi parteciparono 12 nazioni, per un totale di 590 atleti impegnati.

## Sport
I IV Giochi dell'Impero Britannico hanno compreso le seguenti discipline sportive:
- Atletica leggera
- Lawn bowls
- Ciclismo
  -  Ciclismo su strada
  -  Ciclismo su pista
- Lotta
- Pugilato
- Scherma
- Sollevamento pesi
- Nuoto
- Canottaggio
- Tuffi

## Nazioni partecipanti
Le nazioni e i territori partecipanti sono stati (in grassetto quelli che hanno partecipato per la prima volta):

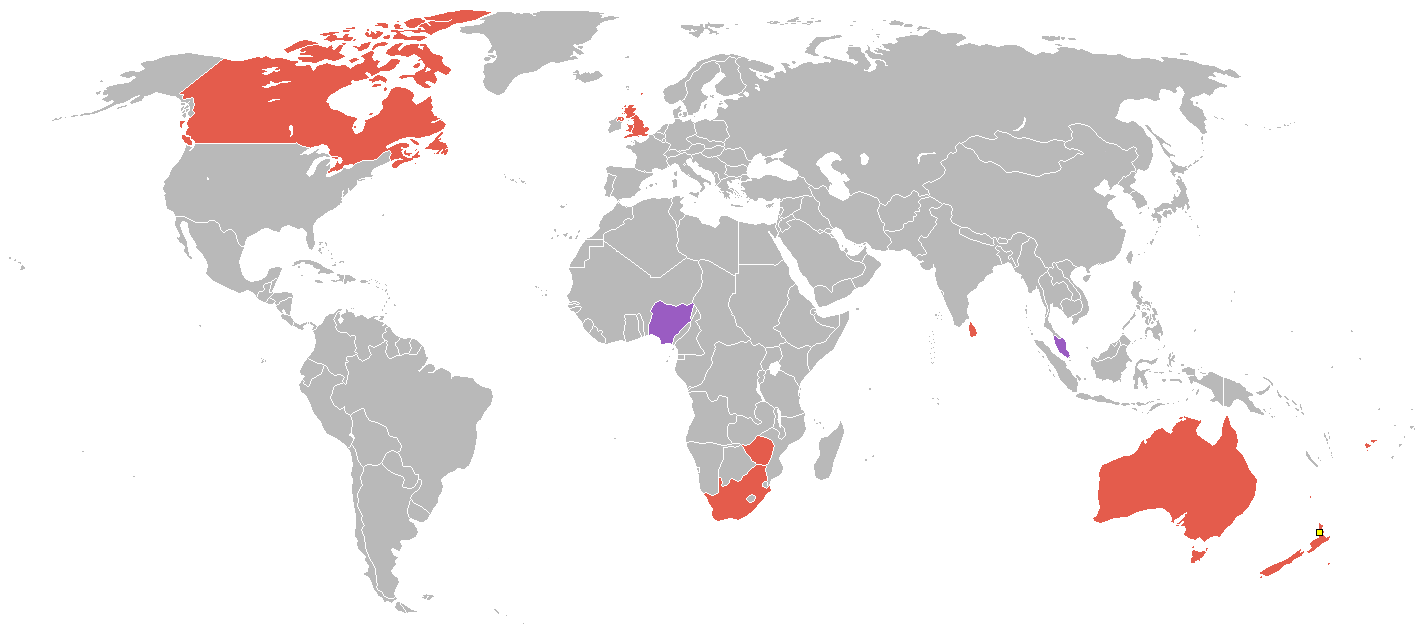
Paesi partecipanti

- Australia
- Canada
- Ceylon
- Inghilterra
- Figi
- Federazione della Malesia

- Nuova Zelanda
- Nigeria
- Irlanda del Nord
- Rhodesia Meridionale
- Scozia
- Sudafrica
- Galles

## Medagliere
| Posiz. | Nazione              | Oro | Argento | Bronzo | Totale |
| ------ | -------------------- | --- | ------- | ------ | ------ |
| 1      | Australia            | 34  | 27      | 19     | 80     |
| 2      | Inghilterra          | 19  | 16      | 13     | 48     |
| 3      | Nuova Zelanda        | 10  | 22      | 21     | 54     |
| 4      | Canada               | 8   | 9       | 13     | 30     |
| 5      | Sudafrica            | 8   | 4       | 8      | 20     |
| 6      | Scozia               | 5   | 3       | 2      | 10     |
| 7      | Malesia              | 2   | 1       | 1      | 4      |
| 8      | Figi                 | 1   | 2       | 2      | 5      |
| 9      | Ceylon               | 1   | 2       | 1      | 4      |
| 10     | Nigeria              | 0   | 1       | 0      | 1      |
| 10     | Galles               | 0   | 1       | 0      | 1      |
| 10     | Rhodesia Meridionale | 0   | 1       | 0      | 1      |
| Totale | Totale               | 88  | 89      | 80     | 257    |